# Nume latine ale orașelor europene
Până în epoca modernă, latina a fost limba comună a științei, inclusiv a cartografiei. În secolele al XIX-lea și al XX-lea, savanții germani au adus contribuții importante în studiul toponimiei istorice (Ortsnamenkunde). Aceste studii au contribuit la rândul lor la studiul genealogiei. Pentru genealogii și istoricii Europei premoderne, cunoașterea numelor alternative este vitală pentru culegerea informațiilor din documente publice și private.
Totuși, un obstacol este faptul că până și numele latine erau ambigue—de exemplu, existau mai multe orașe romane care începeau cu Colonia urmată de un termen descriptiv. În Evul Mediu, acestea erau de obicei prescurtate doar la Colonia. Unul dintre acestea, Colonia Agrippinensis, păstrează astăzi forma Köln.
Lista de mai jos cuprinde orașe cu nume latinesc și echivalentul lor în română.
| Latină | Nume în română, [alt nume] sau [nume vechi], [provincie], [stat] |
| --- | ---------------------------------------------------------------- |
| Abellinum                                                                                                  | Avellino, Italia                                                 |
| Aberdonia, Aberdonium                                                                                      | Aberdeen, Scoția                                                 |
| Aboa | Turku, Finlanda                                                  |
| Abritum, Abrittus                                                                                          | Razgrad, Bulgaria                                                |
| Acaunum | Saint-Maurice, Valais, Elveția                                   |
| Acharnae                                                                                                   | Acharnes, (Acharnae) Menidi, Grecia                              |
| Adrianopolis                                                                                               | Edirne, Turcia                                                   |
| Aeminium                                                                                                   | Coimbra, Portugalia                                              |
| Aquisgrana, Aquis Granum, Aquae Grani, Aquensis urbs, Granis aquae                                         | Aachen (Aix-la-Chapelle), Germania                               |
| Ad Fines                                                                                                   | Pfyn, Thurgau, Elveția                                           |
| Ad Mediam                                                                                                  | Băile Herculane, România                                         |
| Ad Pirum                                                                                                   | Hrušica, Slovenia                                                |
| Ad Mediam                                                                                                  | Mehadia, România                                                 |
| Aegida, Capris, Caput Histriae                                                                             | Koper, Slovenia                                                  |
| Aegina | Aegina, Grecia                                                   |
| Agrigentum                                                                                                 | Agrigento, Italia                                                |
| Agrinium                                                                                                   | Agrinio/Agrinion, Grecia                                         |
| (Colonia Claudia) Ara Agrippinensium                                                                       | Köln (Colonia), Germania                                         |
| Albintimilium                                                                                              | Ventimiglia, Italia                                              |
| Albona | Labin, Croația                                                   |
| Alexandropolis                                                                                             | Alexandroupolis, Grecia                                          |
| Almyrus | Almyros (unii preferă Almyrus), Grecia                           |
| Alostum | Aalst, Belgia                                                    |
| Amivadum                                                                                                   | Amersfoort, Țările de Jos                                        |
| Ammurianum                                                                                                 | Murano, Italia                                                   |
| Amphipolis                                                                                                 | Amphipolis, Amfipolis, Grecia                                    |
| Amphissa                                                                                                   | Amphissa, Amfissa, Grecia                                        |
| Ancyra | Ankara, Turcia                                                   |
| Anderlacum                                                                                                 | Anderlecht, Belgia                                               |
| Antunacum                                                                                                  | Andernach, Germania                                              |
| Apuania | Massa Carrara, Italia                                            |
| Apulum | Alba Iulia, România                                              |
| Aqua Villae                                                                                                | Badenweiler, Germania                                            |
| Aquae Flaviae                                                                                              | Chaves, Portugalia                                               |
| Aquae Helveticae                                                                                           | Baden, Aargau, Elveția                                           |
| Aquilia in Vestinis, Aquilia                                                                               | L'Aquila, Italia                                                 |
| Aquincum                                                                                                   | Budapesta, Ungaria                                               |
| Arae Flaviae                                                                                               | Rottweil, Germania                                               |
| Arandis | Garvão, Ourique, Portugalia                                      |
| Arbor Felix                                                                                                | Arbon, Thurgau, Elveția                                          |
| Arca Caesarea                                                                                              | Arqa, Liban                                                      |
| Arconisium                                                                                                 | Racconigi, Italia                                                |
| Ardea | Ardea, Italia                                                    |
| Arelate | Arles, Franța                                                    |
| Arenacum                                                                                                   | Arnhem, Țările de Jos                                            |
| Argentoratum                                                                                               | Strasbourg, Franța                                               |
| Argos | Argos, Grecia                                                    |
| Ariminum                                                                                                   | Rimini, Italia                                                   |
| Assindria                                                                                                  | Essen, Germania                                                  |
| Asturica Augusta                                                                                           | Astorga, Spania                                                  |
| Atalanta                                                                                                   | Atalanti, Grecia                                                 |
| Aternum | Pescara, Italia                                                  |
| Athenae | Atena, Grecia                                                    |
| Atrans | Trojane, Slovenia                                                |
| Atrebatum                                                                                                  | Arras, Franța                                                    |
| Augusta | Augusta, Italia                                                  |
| Augusta Argentorate                                                                                        | Strasbourg, Franța                                               |
| Augusta Perusia                                                                                            | Perugia, Italia                                                  |
| Augusta Praetoria Salassorum                                                                               | Aosta, Italia                                                    |
| Augusta Raurica                                                                                            | Kaiseraugst (Augst), Elveția                                     |
| Augusta Taurinorum                                                                                         | Torino, Italia                                                   |
| Augusta Treverorum                                                                                         | Trier (Treves), Germania                                         |
| Augusta Vindelicorum                                                                                       | Augsburg, Germania                                               |
| Aurelia | Orléans, Franța                                                  |
| Aurelia Aquensi                                                                                            | Baden-Baden, Germania                                            |
| Aventicum                                                                                                  | Avenches, Vaud, Elveția                                          |
| Aviarium                                                                                                   | Aveiro, Portugalia                                               |
| Badena civitas                                                                                             | Baden, Germania                                                  |
| Baetulo | Badalona, Catalonia, Spania                                      |
| Balsa | (la vest de) Tavira, Portugalia                                  |
| Bangertium                                                                                                 | Bangor, Anglia                                                   |
| Barcino | Barcelona, Catalonia, Spania                                     |
| Basilia, Basilea                                                                                           | Basel, Elveția                                                   |
| Batavis, Castra Batavorum, Castra Batava                                                                   | Passau, Germania                                                 |
| Benacus | Garda, Italia                                                    |
| Beneventum                                                                                                 | Benevento, Italia                                                |
| Berolinum                                                                                                  | Berlin, Germania                                                 |
| Berroea | Verroia, Berrea, Grecia                                          |
| Bilici-Biala, Bielici-Biala                                                                                | Bielsko-Biała, Polonia                                           |
| Berytus | Beirut, Liban                                                    |
| Bobium, Ebovium                                                                                            | Bobbio, Italia                                                   |
| Bonna | Bonn, Germania                                                   |
| Borbetomagus                                                                                               | Worms, Germania                                                  |
| Boreana | Burano, Italia                                                   |
| Bracara Augusta                                                                                            | Braga, Portugalia                                                |
| Brema | Bremen, Germania                                                 |
| Brestum, Brestia, Brivates Portis                                                                          | Brest, Franța                                                    |
| Brienzola                                                                                                  | Brienz, Elveția                                                  |
| Brigantium                                                                                                 | Bregenz, Austria                                                 |
| Brundisium                                                                                                 | Brindisi, Italia                                                 |
| Brunsvicum                                                                                                 | Braunschweig, Germania                                           |
| Brixia | Brescia, Italia                                                  |
| Burdigala                                                                                                  | Bordeaux, Franța                                                 |
| Caesar Augusta                                                                                             | Saragossa, Spania                                                |
| Callatis                                                                                                   | Mangalia, România                                                |
| Calcaria                                                                                                   | Tadcaster, Anglia                                                |
| Calisia | Kalisz, Polonia                                                  |
| Cambodunum                                                                                                 | Kempten, Germania                                                |
| Capua | Santa Maria di Capua Vetere, Italia                              |
| Carnium, Carnioburgum                                                                                      | Kranj, Slovenia                                                  |
| Carthago Nova                                                                                              | Cartagena, Tunisia                                               |
| Carystus                                                                                                   | Carystos/Carystus, Grecia                                        |
| Castra | Ajdovščina, Slovenia                                             |
| Castra Regina                                                                                              | Regensburg, Germania                                             |
| Castrum Novaesium                                                                                          | Neuss, Germania                                                  |
| Catalaunum, Catelaunorum                                                                                   | Chalons-sur-Marne, Franța                                        |
| Celeia | Celje, Slovenia                                                  |
| Cenchreae                                                                                                  | Kechries , unii preferă Cenchreae (aproape de Corint), Grecia    |
| Centum Cellae                                                                                              | Civitavecchia, Italia                                            |
| Chalcis | Chalkida (Chalkis, Euboea, Grecia                                |
| Civitas Sancti Romuli                                                                                      | Sanremo, Sancti Remi, San Remu, San Remo, Italia                 |
| Civitas Victoriosa                                                                                         | Birgu, Malta                                                     |
| Clagenfurtum                                                                                               | Klagenfurt (Celovec), Austria                                    |
| Claudiopolis                                                                                               | Cluj-Napoca, România                                             |
| Clivia | Kleve, Germania                                                  |
| Conimbriga                                                                                                 | Condeixa-a-Nova (la sud de Coimbra de astăzi), Portugalia        |
| Colonia Ulpia Traiana, Sarmizegethusa                                                                      | Ulpia Traiana, România                                           |
| Colonia Ulpia Traiana, Vetera                                                                              | Xanten, Germania                                                 |
| (Castellum apud) Confluentes                                                                               | Koblenz, Germania                                                |
| Constantinopolis                                                                                           | Istanbul, Turcia                                                 |
| Corcyra | Corfu, Grecia                                                    |
| Corduba | Cordóba, Spania                                                  |
| Corinthus                                                                                                  | Corint, Grecia                                                   |
| Corona | Brașov, România                                                  |
| Costanc | Konstanz, Elveția                                                |
| Cracovia                                                                                                   | Cracovia, Polonia                                                |
| Cumidava                                                                                                   | Râșnov, România                                                  |
| Curia | Chur, Graubünden, Elveția                                        |
| Damascus                                                                                                   | Damasc, (Dimashq) Siria                                          |
| Damma, Dammum                                                                                              | Damme, Belgia                                                    |
| Damovilla                                                                                                  | Damville, Franța                                                 |
| Delphi | Delfi, Grecia                                                    |
| Deva | Chester, Regatul Unit                                            |
| Dertusa | Tortosa, Catalonia, Spania                                       |
| Diadora | Zadar, Croația                                                   |
| Dierna | Orșova, România                                                  |
| Diniensium civitas                                                                                         | Digne                                                            |
| Dioclea | Podgorica, Muntenegru                                            |
| Divio | Dijon, Franța                                                    |
| Dodona | Dodona, Grecia                                                   |
| Dorylaeum                                                                                                  | lângă Eskisehir, Turcia                                          |
| Dresda | Dresda, Germania                                                 |
| Drobeta | Drobeta Turnu Severin, România                                   |
| Durovernum Cantiacorum                                                                                     | Canterbury, Regatul Unit                                         |
| Dyrrhachium                                                                                                | Durrës, Albania                                                  |
| Ebora | Evora, Portugalia                                                |
| Eboracum                                                                                                   | York, Anglia                                                     |
| Eburodunum                                                                                                 | Yverdon-les-Bains, Vaud, Elveția                                 |
| Egara | Terrassa, Catalonia, Spania                                      |
| Egiptania                                                                                                  | Idanha-a-Velha, Portugalia                                       |
| Eindovia                                                                                                   | Eindhoven, Țările de Jos                                         |
| Elbinga, Elbingus, Elbinca, Elbangum, Elbingense castrum                                                   | Elbląg (cunoscut odinioară ca Elbing), Polonia                   |
| Eleusis | Eleusis, Grecia                                                  |
| Emda, Emetha                                                                                               | Emden, Germania                                                  |
| Emerita Augusta                                                                                            | Mérida, Spania                                                   |
| Emesa | Homs, Siria                                                      |
| Emona, Aemona, Labacum                                                                                     | Ljubljana, Slovenia                                              |
| Epidaurus                                                                                                  | Epidaurus, Grecia                                                |
| Erfordia                                                                                                   | Erfurt, Germania                                                 |
| Firmum (Picenum)                                                                                           | Fermo, Italia                                                    |
| Flanona | Plomin, Croația                                                  |
| Flaviacum                                                                                                  | Saint-Germer, Flavigny, Franța                                   |
| Florentia                                                                                                  | Florența (Firenze), Italia                                       |
| Flumen | Rijeka, Fiume, Terra Sancti Viti, Croația                        |
| Formio | Rižana, Croația                                                  |
| Francofortum ad Moenum                                                                                     | Frankfurt pe Main, Germania                                      |
| Friburgum Brisgoviae                                                                                       | Freiburg im Breisgau, Germania                                   |
| Gades | Cadiz, Spania                                                    |
| Gedania | Gdansk, Danzig, Polonia                                          |
| Genava | Geneva, Geneva, Elveția                                          |
| Genoa | Genova, Italia                                                   |
| Gerunda | Girona, Catalonia, Spania                                        |
| Gevalia | Gävle, Suedia                                                    |
| Glevum Colonia                                                                                             | Gloucester, Regatul Unit                                         |
| Goettinga                                                                                                  | Göttingen, Germania                                              |
| Goslaria                                                                                                   | Goslar, Germania                                                 |
| Gorlicium                                                                                                  | Görlitz, Germania / Zgorzelec, Polonia                           |
| Gothia | Gothenburg (Göteborg), Suedia                                    |
| Gythium | Gytheion, Grecia                                                 |
| Hafnia | Copenhaga (København), Danemarca                                 |
| Hale Suevice                                                                                               | Hall in Schwaben, Germania                                       |
| Halicarnassus                                                                                              | Bodrum, Turcia                                                   |
| Halifacium, Hortonium                                                                                      | Halifax, Anglia                                                  |
| Hamburgum, Hammonia                                                                                        | Hamburg (Hammaburg), Germania                                    |
| Hannovera                                                                                                  | Hanovra (Hannover), Germania                                     |
| Heraclium                                                                                                  | Iraklion, mai rar Heraclion, Creta, Grecia                       |
| Herbipolis                                                                                                 | Würzburg, Germania                                               |
| Herculaneum                                                                                                | Ercolano, Italia                                                 |
| Holmia (și Stockholmia)                                                                                    | Stockholm, Suedia                                                |
| Ilerda | Lleida, Catalonia, Spania                                        |
| Iluro | Mataró, Catalonia, Spania                                        |
| Interamna                                                                                                  | Terni (Nahars), Italia                                           |
| Isthmia | Isthmia, Grecia, la est de Corint                                |
| Iuliacum                                                                                                   | Jülich, Germania                                                 |
| Jader | Zadar, Croația                                                   |
| Jassium | Iași, România                                                    |
| Juenna | Podjuna, Slovenia                                                |
| Juvavum | Salzburg, Austria                                                |
| Labellum                                                                                                   | Lavello, Italia                                                  |
| Lamego | Lamego, Portugalia                                               |
| Larnaca | Larnaca, Cipru                                                   |
| Lauriacum                                                                                                  | Lorch, Germania                                                  |
| Laurium | Laurion, (Laurium), Grecia                                       |
| Lentia | Linz, Austria                                                    |
| Leucas | Lefkada, Lefkas (Leucas), Grecia                                 |
| Lindaugia, Lindavia                                                                                        | Lindau, Germania                                                 |
| Lipsia | Lipsca, Germania                                                 |
| Lithopolis                                                                                                 | Kamnik, Slovenia                                                 |
| Londinium                                                                                                  | Londra, Regatul Unit                                             |
| Longatico, Longaticum                                                                                      | Logatec, Slovenia                                                |
| Lousonna                                                                                                   | Lausanne, Vaud, Elveția                                          |
| Lubeca | Lübeck, Lubeke                                                   |
| Lugdunum                                                                                                   | Lyon, Franța                                                     |
| Lugdunum Convenarum                                                                                        | Saint Bertrand de Comminges, Franța                              |
| Lupiae | Lecce, Italia                                                    |
| Lutetia | Paris, Franța                                                    |
| Magdeburgum                                                                                                | Magdeburg                                                        |
| Mamucium                                                                                                   | Manchester, Regatul Unit                                         |
| Mantua | Mantova (câteodată Mantua), Italia                               |
| Marathon, Marathonis                                                                                       | Maraton, Grecia                                                  |
| Marburgum                                                                                                  | Maribor, Slovenia                                                |
| Massilia                                                                                                   | Marsilia, Franța                                                 |
| Medicinum                                                                                                  | Mézin, Franța                                                    |
| Mediolanum                                                                                                 | Milano, Italia                                                   |
| Megalopolis                                                                                                | Megalopolis, Grecia                                              |
| Megara | Megara, (V de Atena) Grecia                                      |
| Messana | Messina, la V de Reggio di Calabria                              |
| Misnia | Meissen                                                          |
| Mirobriga                                                                                                  | Santiago do Cacém, Portugalia                                    |
| Moguncia, Moguntia, Mogontiacum                                                                            | Mainz                                                            |
| Monachium                                                                                                  | München, Germania                                                |
| Monasterium                                                                                                | Bitolj, Macedonia                                                |
| Monasterium Westphaliae                                                                                    | Münster, Germania                                                |
| Mosa Traiectum                                                                                             | Maastricht, Țările de Jos                                        |
| Mutina | Modena, Italia                                                   |
| Naissus | Niš, Serbia                                                      |
| Narbo | Narbonne, Franța                                                 |
| Naupactus                                                                                                  | Na(u)fpaktos, Grecia                                             |
| Nauplium¹                                                                                                  | Na(u)fplion, Grecia                                              |
| Nauportus                                                                                                  | Vrhnika, Slovenia                                                |
| Neapolis                                                                                                   | Napoli (it., și câteodată în ro. Neapole), Italia                |
| Neapolis-Aemonia                                                                                           | Novigrad, Croația                                                |
| Nemausus                                                                                                   | Nîmes, Franța                                                    |
| Nemea | Nemea, Grecia                                                    |
| Neoplanta                                                                                                  | Novi Sad, Serbia                                                 |
| Nesactium                                                                                                  | Visače                                                           |
| Neviodunum                                                                                                 | Drnovo, Slovenia                                                 |
| Nicomedia                                                                                                  | Izmit, Turcia                                                    |
| Nola | Nola, NE de Neapole, Italia                                      |
| Noreia | Neumarkt, Austria                                                |
| Norimberga                                                                                                 | Nürnberg, Germania                                               |
| Nova Ionia (Athenae)                                                                                       | Nea Ionia (Athena) aka Noua Ionie, Grecia                        |
| Nova Ionia (Thessalia)                                                                                     | Nea Ionia (Thessalia) aka Noua Ionie, Grecia                     |
| Novaesium                                                                                                  | Neuss, lângă Düsseldorf, Germania                                |
| Noviomagus                                                                                                 | Nijmegen, Noyon, Speyer, Germania                                |
| Noviodunum (Colonia Iulia Equestris)                                                                       | Nyon, Vaud, Elveția                                              |
| Novio Rito                                                                                                 | Niort                                                            |
| Novum Forum Siculorum                                                                                      | Târgu Mureș, România                                             |
| Octodurum                                                                                                  | Martigny, Valais, Elveția                                        |
| Odessus | Varna, Bulgaria                                                  |
| Oenipons                                                                                                   | Innsbruck, Austria                                               |
| Olisipo | Lisabona (Lisboa), Portugalia                                    |
| Olmedum | Olmedo, Spania                                                   |
| Olympia | Olimpia, Grecia                                                  |
| Orchomenos                                                                                                 | Orchomenus, Grecia                                               |
| Ossonoba                                                                                                   | Faro, Portugalia                                                 |
| Ovilava | Wels, Austria                                                    |
| Paeania | Paeania/Paiania, Grecia                                          |
| Pampalona, Pampelona                                                                                       | Pamplona, Spania                                                 |
| Panormus                                                                                                   | Palermo, Italia                                                  |
| Parentium                                                                                                  | Poreč, Croația                                                   |
| Patavium                                                                                                   | Padua (Padova), Italia                                           |
| Patrae | Patras, Grecia                                                   |
| Pax Iulia, Pax Augusta, Colonia Pacensis                                                                   | Beja, Portugalia                                                 |
| Petina | Pićan, Croația                                                   |
| Phalerum                                                                                                   | Phaleron, Faliron, Grecia                                        |
| Philippi                                                                                                   | Philippi, Grecia                                                 |
| Piquentum                                                                                                  | Buzet, Croația                                                   |
| Piraeus | Piraeus, Grecia                                                  |
| Pisaurum                                                                                                   | Pesaro, Italia                                                   |
| Placentia                                                                                                  | Piacenza, Italia                                                 |
| Poetovio                                                                                                   | Ptuj, Slovenia                                                   |
| Pola | Pula, Croația                                                    |
| Portus Alacer                                                                                              | Portalegre, Portugalia                                           |
| Portus Cale                                                                                                | Porto, Portugalia                                                |
| Portus Naonis                                                                                              | Pordenone, Italia                                                |
| Posnania, Poznania                                                                                         | Poznan, Polonia                                                  |
| Potaissa                                                                                                   | Turda, România                                                   |
| Prusa, Brusa                                                                                               | Bursa, Turcia                                                    |
| Pyrrhanum                                                                                                  | Piran, Slovenia                                                  |
| Ragusa | Dubrovnik, Croația                                               |
| Ramboletium                                                                                                | Rambouillet, Franța                                              |
| Regiomontium                                                                                               | Kaliningrad (Königsberg până în 1945), Rusia                     |
| Rhegium | Reggio di Calabria, Italia                                       |
| Rugensis civitas                                                                                           | Riga, Letonia                                                    |
| Ratisbona                                                                                                  | Regensburg                                                       |
| Rigomagus                                                                                                  | Remagen, Germania                                                |
| Risinium                                                                                                   | Risan, Muntenegru                                                |
| Rocium | Roč, Croația                                                     |
| Roma | Roma, Italia                                                     |
| Romula | Caracal, România                                                 |
| Rosarum, Villa Rosarum                                                                                     | Râșnov, România                                                  |
| Rotomagus                                                                                                  | Rouen, Franța                                                    |
| Ruraemunde                                                                                                 | Roermond, Țările de Jos                                          |
| Sablones                                                                                                   | Venlo                                                            |
| Salamis | Salamis, Cipru                                                   |
| Salamina                                                                                                   | Salamina, Grecia                                                 |
| Salisburgium                                                                                               | Salzburg, Austria                                                |
| Salmantica                                                                                                 | Salamanca, Spania                                                |
| Samarobriva                                                                                                | Amiens, Franța                                                   |
| Saresberia (Serviodunum)                                                                                   | Salisbury, Anglia                                                |
| Scalabis                                                                                                   | Santarem, Portugalia                                             |
| Scodra | Shkodër, Albania                                                 |
| Scopium, Scupium                                                                                           | Skopje, Macedonia                                                |
| Serdica | Sofia, Bulgaria                                                  |
| Singidunum                                                                                                 | Belgrad (Beograd), Serbia                                        |
| Sinus | Sines, Portugalia                                                |
| Sipontum                                                                                                   | Manfredonia, Italia                                              |
| Sirmium | Sremska Mitrovica, Serbia                                        |
| Siscia | Sisak, Croația                                                   |
| Solodurum/Salodurum                                                                                        | Solothurn, Elveția                                               |
| Sopianae                                                                                                   | Pécs, Ungaria                                                    |
| Spalatum                                                                                                   | Split, Croația                                                   |
| Sparta | Sparta, Grecia                                                   |
| Spira | Speyer, Germania                                                 |
| Stabiae | Castellammare di Stabia, Italia                                  |
| Stockholmia (și: Holmia)                                                                                   | Stockholm, Suedia                                                |
| Stutgardia                                                                                                 | Stuttgart, Germania                                              |
| Syracusae                                                                                                  | Syracuse, (Siracusa), Italia                                     |
| Taurunum                                                                                                   | Zemun, Serbia                                                    |
| Tarraco | Tarragona, Catalonia, Spania                                     |
| Tegea | Tegea, Grecia, în apropiere de Tripoli                           |
| Tergestum                                                                                                  | Trieste, Italia                                                  |
| Terracina                                                                                                  | Terracina, Italia                                                |
| Thebae (Boeotia/Athenae)                                                                                   | Theva (Thebes), Grecia                                           |
| Thermopylae                                                                                                | Thermopylae, Grecia                                              |
| Thessalonica, Salonica                                                                                     | Tesalonic, Salonic (Salonika),Macedonia, Grecia                  |
| Tifernum Tiberinum                                                                                         | Citta di Castello, Italia                                        |
| Toletum | Toledo, Spania                                                   |
| Tolosa | Toulouse, Franța                                                 |
| Tomis | Constanța, România                                               |
| Tornacum                                                                                                   | Tournai, Doornik, Belgia                                         |
| Traiectum                                                                                                  | Utrecht, Țările de Jos                                           |
| Traiectum ad Mosam                                                                                         | Maastricht, Țările de Jos                                        |
| Trapezus                                                                                                   | Trabzon, Turcia                                                  |
| Tremonia                                                                                                   | Dortmund, Germania                                               |
| Tridentum                                                                                                  | Trento, Italia                                                   |
| Tripolis (Grecia)                                                                                          | Tripoli, Grecia                                                  |
| Tripolis (Liban)                                                                                           | Tripoli, Liban                                                   |
| Tritium | Covilhã, Portugalia                                              |
| Troezen (Troezena)                                                                                         | Troezen, Grecia                                                  |
| Tubinga | Tübingen, Germania                                               |
| Tulpiacum (Tolbiacum)                                                                                      | Zülpich, Germania                                                |
| Turicum | Zürich, Elveția                                                  |
| Turoni, Metropolis civitas Turonum, Turonorum, Augusta Turonum, T(h)oronus, Turonica civitas, Caesarodunum | Tours, Franța                                                    |
| Tusculum                                                                                                   | near Frascati, SE de Roma, Italia                                |
| Ulpiana | Lipljan, Serbia                                                  |
| Uranopolis                                                                                                 | Uranopoli (unii preferă Uranopolis), Grecia                      |
| Urba | Orbe, Vaud, Elveția                                              |
| Urbs Notabilis                                                                                             | Mdina, Malta                                                     |
| Varadinum                                                                                                  | Oradea, România                                                  |
| Varsovia                                                                                                   | Varșovia, Polonia                                                |
| Veldidena                                                                                                  | Wilten, Austria                                                  |
| Velitrae                                                                                                   | Velletri, Italia                                                 |
| Veniatia                                                                                                   | Vinhais, Portugalia                                              |
| Venta Belgarum                                                                                             | Winchester, Regatul Unit                                         |
| Venusia | Venosa, Italia                                                   |
| Verulamium                                                                                                 | St. Alban's, Regatul Unit                                        |
| Vesontio                                                                                                   | Besançon, Franța                                                 |
| Wormatia                                                                                                   | Worms, Germania                                                  |
| Zycanthus, Zacynthus                                                                                       | Zante, Grecia                                                    |